# 最明寺滝
最明寺滝（さいみょうじだき）は兵庫県宝塚市切畑字長尾山にある滝である。落差は約11m。

## 概要
最明寺滝は鎌倉時代に北条時頼が出家し、最明寺入道と名乗ってこの地で庵をつくった所からこの地域を最明寺と呼んだことに由来している。三方を崖に囲まれ、道中は狭くなっている。
また滝までを整備した遊歩道沿いには宝教寺があるほか、周辺には満願寺などの寺院がある。

## 交通
阪急宝塚線「山本駅」より徒歩で約30分。